# 74 Galatea
74 Galatea este un asteroid  din centura principală, care a fost descoperit de astronomul german Ernst Tempel la data de 29 august 1862, la Observatorul din Marsilia. A fost cel de-al treilea asteroid descoperit de Ernst Tempel.
Suprafața asteroidului este foarte întunecată.

## Denumire
Numele său, Galatea, face referire la una dintre cele două Galatee din mitologia greacă. Numele de Galatea a fost atribuit și unui satelit al planetei Neptun.
O ocultație a asteroidului 74 Galatea a fost observată la 8 septembrie 1987.